# Středomořská strava

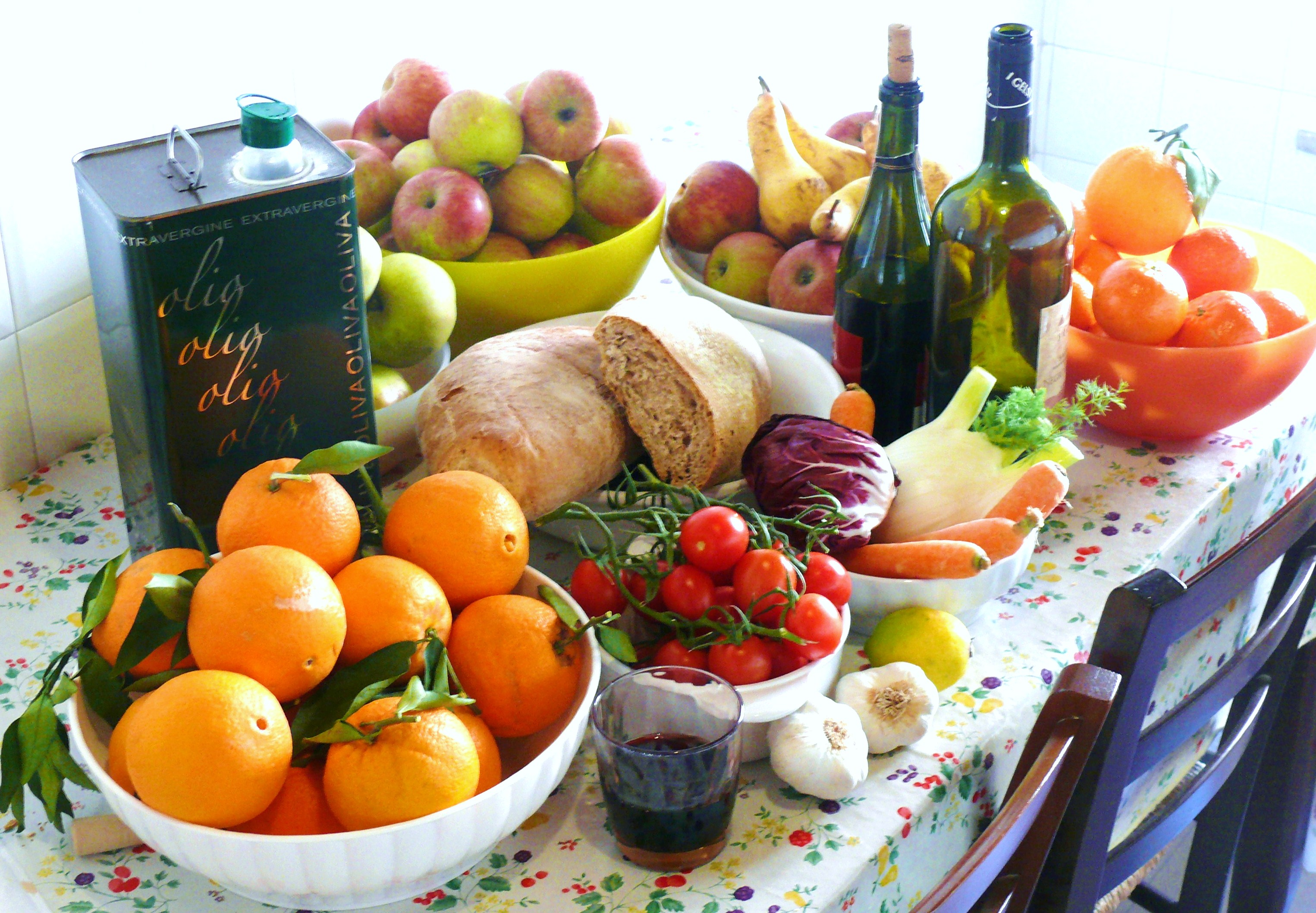
Některé z produktů, které tvoří středomořskou stravu

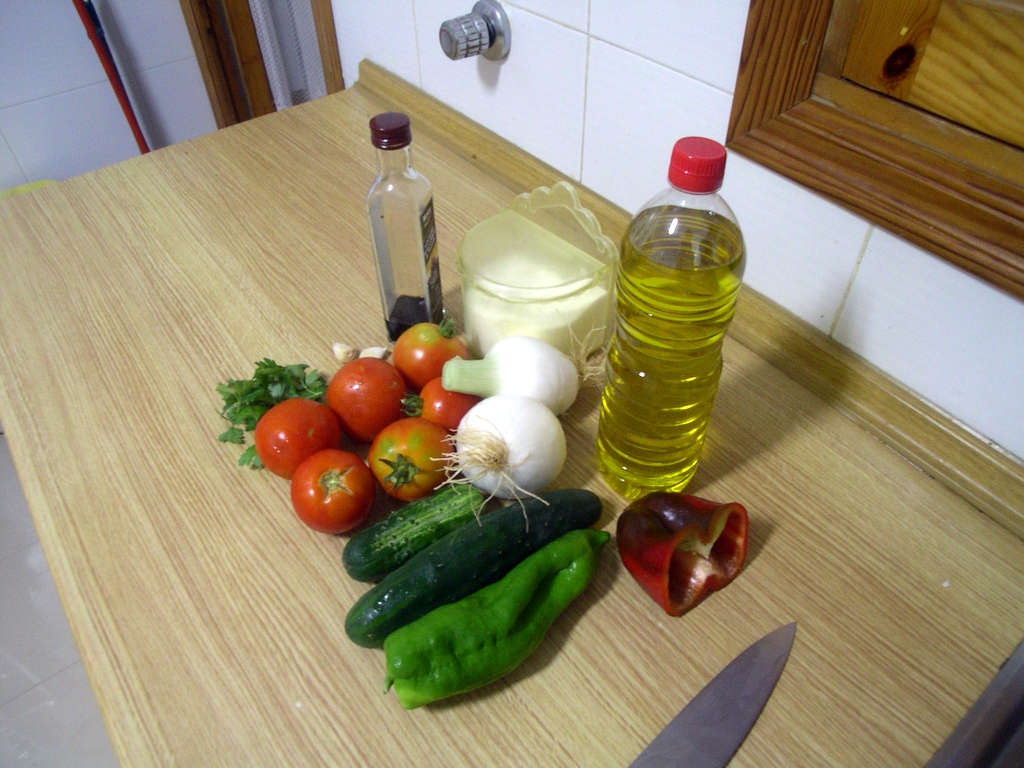
Zelenina a olivový olej

Středomořská strava (označována také výrazem středomořská dieta, španělsky dieta mediterránea) představuje způsob stravování a životní styl, který je společný pro většinu národů žijících na pobřeží Středozemního moře. Přes značnou různorodost a lokální odlišnosti spojovala a částečně dodnes spojuje národy žijící ve Středomoří.
Nejde tedy pouze o způsob stravování, ale ucelený životní styl, jehož základem jsou využívání lokálních zemědělských produktů, místních receptů a způsobů přípravy jídla; stravování ve společnosti blízkých lidí, dodržování tradic, oslavy svátků a přiměřená každodenní fyzická aktivita.
Strava Středomořských národů je složena zejména z čerstvého ovoce a zeleniny, obilovin, luštěniny, olivového oleje jako hlavního zdroje tuků, ryb a omezeného množství masa, mléčných výrobků a vína. Jedním ze základních rysů této kultury stravování je, že se jedná o stravu vyrovnanou a chudou. Vyrovnanou, neboť zde nedominuje jeden jediný typ potraviny (opačným příkladem může být přemíra konzumace masa v dnešní stravovací kultuře), a chudou nejen proto, že byla stravou rolníků a rybářů, tedy nejširších vrstev obyvatelstva, ale především proto, že její nejpoužívanější suroviny nejsou nijak zvlášť drahé, obměňují se podle ročních období, jejich příprava je jednoduchá a jsou pro každodenní vaření snadno dostupné. Ve svých národních a krajových odlišnostech představovala tato kultura stravování vždy dokonalou rovnováhu mezi dostupnými potravinami a nutričními potřebami člověka. V průběhu tisícileté historie doznala určitých změn a neustále se obohacuje.

## Pyramida středomořské stravy

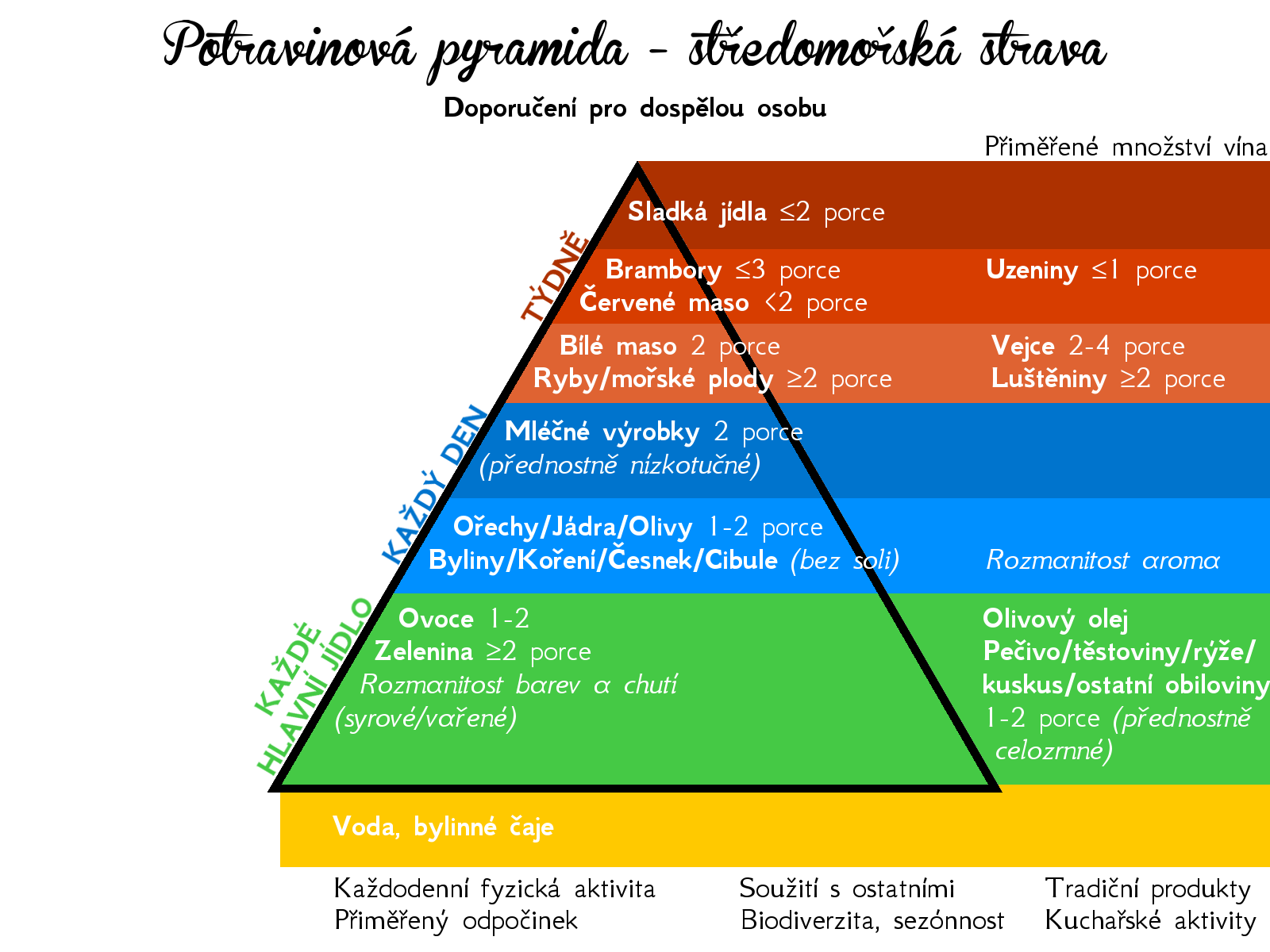
Potravinová pyramida středomořské stravy podle Fundación Dieta Mediterránea

Poznatky vyplývající ze studia středomořské stravy mohou být jednoduše graficky znázorněny do „středomořské nutriční pyramidy“. Ta velmi dobře vyjadřuje poměr a druhy jednotlivých konzumovaných potravin.
Na základě iniciativy španělské Fundación Dieta Mediterránea vznikla ve spolupráci se širokou škálou expertů v různých oborech (výživa, antropologie, sociologie, zemědělství) pyramida zobrazující doporučené množství stravy pro dospělou osobu.Schéma zdůrazňuje základní význam fyzické aktivity, společného stolování, pití vody a doporučuje upřednostňovat lokální sezónní produkty.
V rámci pyramidy má zásadní význam vyváženost a pestrost stravy. Žádná surovina totiž není sama o sobě schopna naplnit energetické a nutriční potřeby organizmu. Tvar pyramidy jednoduchým způsobem zachycuje, v jakých poměrech je třeba jednotlivé potraviny konzumovat podle toho, v které části pyramidy se nacházejí: potravinám ze základny pyramidy je třeba dávat přednost před potravinami umístěnými blíže špičce.

## Historie
Tradiční středomořská strava je výsledkem střetu odlišných stravovacích kultur, které se mezi sebou mísily a v průběhu času pak dále rozvíjely. Základem je zcela jistě kuchyně Řeků a Římanů založená na tradiční trojici pšenice – víno – olivový olej doplněné luštěninou, obilninami, zeleninou, sýry, rybami a omezeným množstvím masa. Tento stravovací model odrážel kulturní jednotu oblasti Středozemního moře, které bylo prakticky vnitřním mořem území antického Říma a sami Římané jej nazývali "Mare Nostrum" (Naše moře). Přestože strava Římanů nebyla stravou všech národů Středomoří té doby, zahrnuje v sobě kulturu stravování antického světa a zcela jistě tvoří základ pro další vývoj.

### Antika
Ve stravě Římanů převažovaly obilniny a luštěniny nad jinými potravinami. V antickém Římě se nejvíce využívaly takzvané „podřadné“ obiloviny, označovaly se tak proto, že před použitím se musely zbavit silné vnější slupky, aby z nich bylo možné umlít mouku. Mouka promíchaná s mlékem nebo vodou byla základem pro určitý druh těstovin, které se pak kombinovaly s luštěninami nebo zeleninou.
Také mléko a mléčné výrobky hrály důležitou úlohu ve stravě Římanů. Ze zelinářských plodin se používaly především zelí, cibule, brokolice, mrkev, chřest, boby, čočka a okurky spolu s dalšími divoce rostoucími plodinami, jako např. houbami. Maso, především vepřové, ale také zvěřina, mělo roli druhořadou. Ovce a kozy poskytovaly v první řadě vlnu, kožešiny a mléko, teprve na druhém místě maso. Hovězí dobytek byl využíván především na práci. Ryby se ve stravě Římanů objevují od 2. století po Kristu, tedy později než v Řecku. Jedly se především mořské ryby, ale nejen ty. Když se římská kultura přiblížila řecké, římské stravovací zvyky, které byly oproti těm řeckým jednodušší, se změnily. Stravování se obohatilo a vytříbily se chutě. Vzhledem k podobnosti obou stravovacích kultur však změny nebyly nijak radikální.

### Středověk

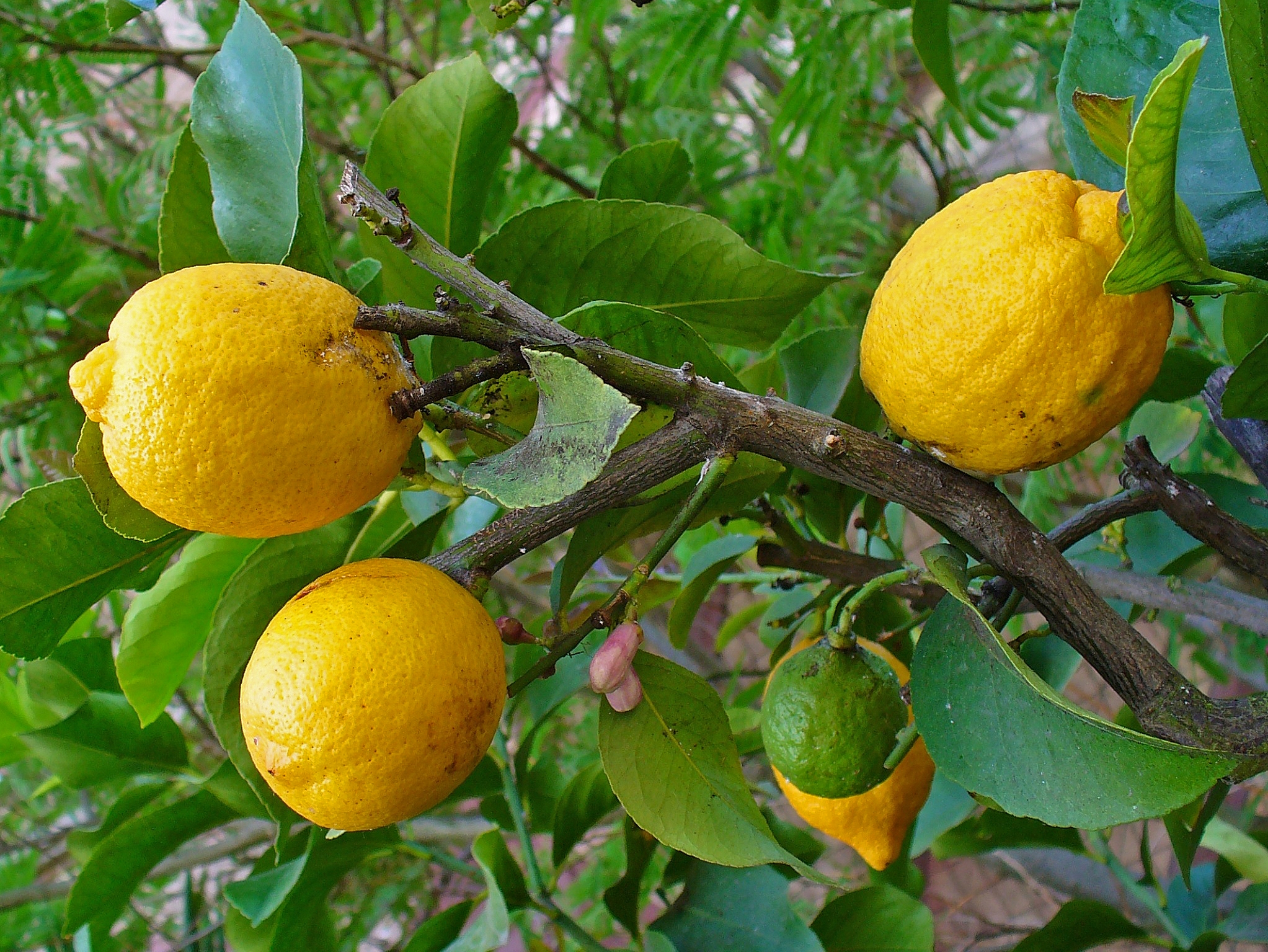
Mezi středomořskou stravu patří například i citróny

Dominantní řecko–římský stravovací model se ve středověku střetl s modelem německým, založeným na trojici maso – živočišné tuky – pivo. U národů severní Evropy, převážně kočovníků, převládal lesnicko pastevecký životní styl založený na využívání lesních porostů a na pastevectví, zdrojem jejich obživy tedy byl lov, rybolov a sběr lesních plodů. Chovali prasata, z nichž hojně využívali i tuk. Na políčkách blízko tábořišť pěstovali zeleninu. Několik málo pěstovaných obilnin se nepoužívalo k výrobě chleba, ale nápoje, který byl předchůdcem dnešního piva. Spojením těchto dvou kultur vznikl nový stravovací model, v němž mělo maso (především vepřové) a pšenice (chléb) rovnocennou roli. V Itálii se však tento model nerozšířil stejnoměrně a nejméně pak pronikl do jižních regionů poloostrova, ty zůstaly spjaty především se středomořským modelem stravování. V raném středověku byla tato stravovací kultura značně ovlivněna novými podněty přicházejícími zejména z arabské kultury šířící se v jižní části Středomoří. Arabská stravovací kultura odmítala z náboženských důvodů konzumaci vína a vepřového masa, ale s původní stravovací kulturou se shodovala v konzumaci chleba a obecně obilnin. Mezi běžně používaným masem bylo nejoblíbenější jehněčí, ale jedla se i zvěřina a skopové spolu s luštěninami a rýží, kterou Arabové přivezli z Východu. Mezi nejrozšířenější arabskou zeleninu patřily cibule, cukety, okurky a lilek. Mimořádný význam mělo dochucování kořením, jako byla skořice, kmín a šafrán. Přes Araby (také díky křížovým výpravám) se na evropský kontinent dostaly nové produkty, které si ať už rychle nebo pomalu získaly své místo v tom, co dnes nazýváme tradiční středomořskou stravou. Obohatily ji a přispěly k její osobitosti. Těmito produkty, dnes velmi rozšířenými, byly rýže (i když tu znali už Římané), citrusy, špenát, lilek, cukrová třtina a poté také velmi pravděpodobně sušené těstoviny, které se staly základem moderní italské kuchyně. Dalším mezníkem ve vývoji středomořské stravy byl příchod nových plodin na starý kontinent po objevení Nového světa. Z obou Amerik dorazily produkty, jako opuncie, kukuřice, brambory, rajčata, papriky a chilli papričky, mnoho druhů fazolí a ovoce jako například ananas nebo produkty jako kakao. I když mnohé musely o své místo na stolech Evropanů bojovat, dnes většina z nich tvoří základní součást stravy národů Středomoří. Jako příklad můžeme uvést polentu, základní pokrm rolníků, kdysi vyráběnou z ječmene, prosa nebo jiných obilnin, které v 18. století nahradila kukuřice. Stejně tak brambory, plodina, která v průběhu dějin po celé Evropě zmírnila mnoho hladomorů, i když v oblastech Středomoří byla považována za druhořadou potravinu. Nebo omáčka z rajčat, která je dnes ve světě spolu s těstovinami nebo pizzou symbolem italské gastronomie.

### Seven Countries Study

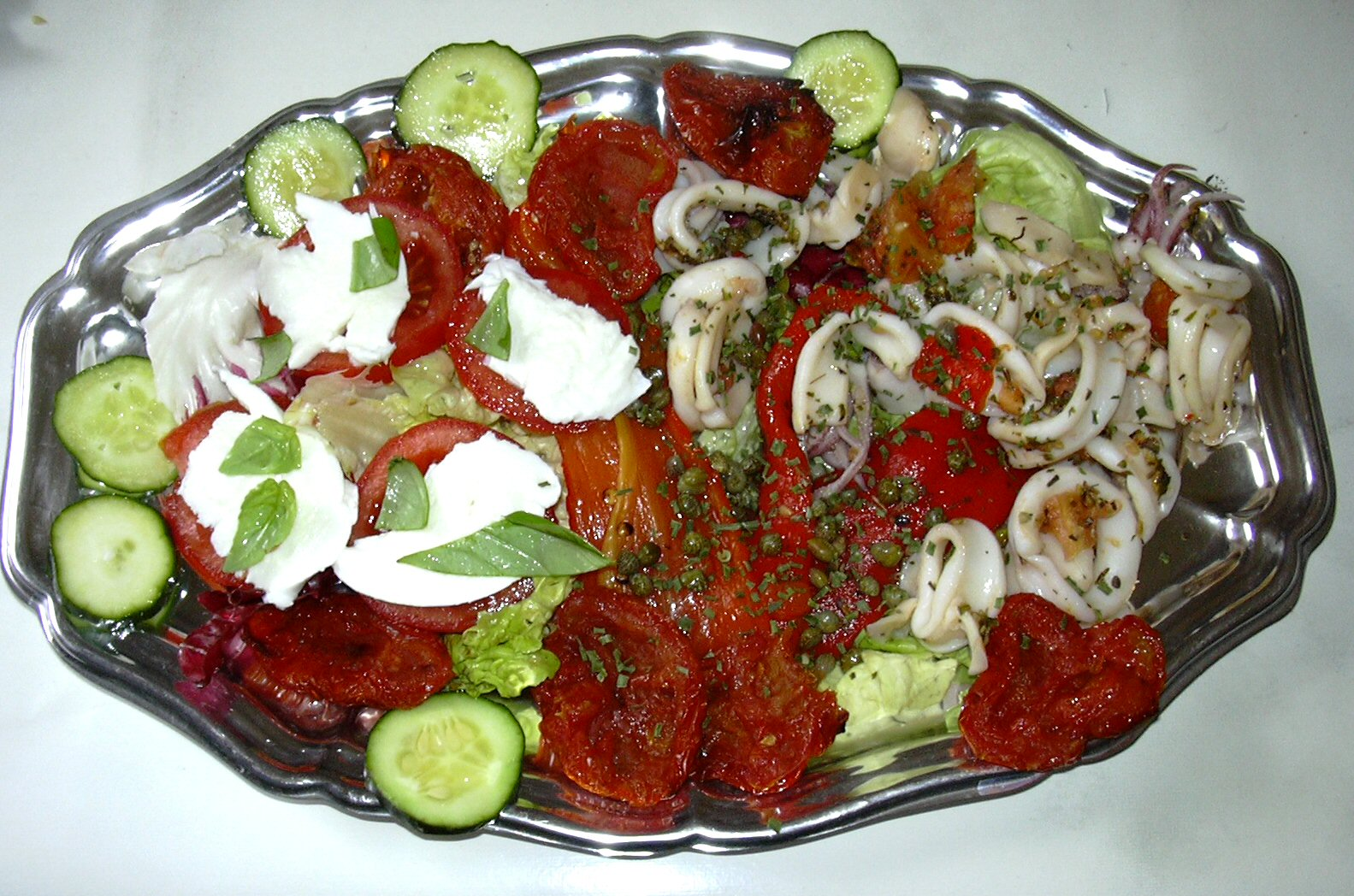
Předkrm (antipasto) s chobotnicí

Roku 1941 Ancel Keys, otec myšlenky K-Ration, základní dávky stravních přídělů americké armády během druhé světové války, se o středomořskou výživu začal zajímat poté, co jako doprovod amerických jednotek nasazených během války ve Středomoří v Řecku a v Itálii zjistil, že místní obyvatelé jen velmi zřídka trpí nemocemi způsobenými vysokým množstvím tuku ve stravě. Keyse to velmi zaujalo, a proto se spolu s dalšími lékaři pustil do práce na mezinárodní kooperativní epidemiologické studii o postižení srdečních tepen, známé pod názvem Seven Countries Study. Cílem bylo zkoumat vztah mezi hladinou cholesterolu v krvi a způsobem stravování jednotlivých národů. Jedinců pozorovaných po mnoho let bylo více než 12 000 a byli to jak lidé ze Středomoří, tak z jiných částí světa (Itálie, Řecka, bývalé Jugoslávie, Holandska, Finska, Japonska, USA). Z těchto studií vyplynulo,[zdroj?] že procento úmrtí na postižení srdečních tepen mezi středomořskými národy, které mají jako základ stravy obilniny, ryby, zeleninu a ovoce a používají téměř výlučně olivový olej, a v Japonsku, kde je strava také velmi chudá na nasycené tuky, bylo mnohem nižší než u národů nespadajících do této oblasti. Ovšem teorie byla prvně publikována (How to eat well and stay well the Mediterranean way) až v roce 1975.
Ancel Keys a jeho žena Margaret se koncem sedmdesátých let přestěhovali do Itálie, do Cilenta, konkrétně do Pioppi, starého námořního přístavu a dnes turistického centra Národního parku Cilento a Vallo di Diano v provincii Salerno, kde zůstali až do roku 2003. Poté se vrátili do Spojených států, kde Keys následujícího roku, dva měsíce před svými stoprvními narozeninami, zemřel.

### Současnost

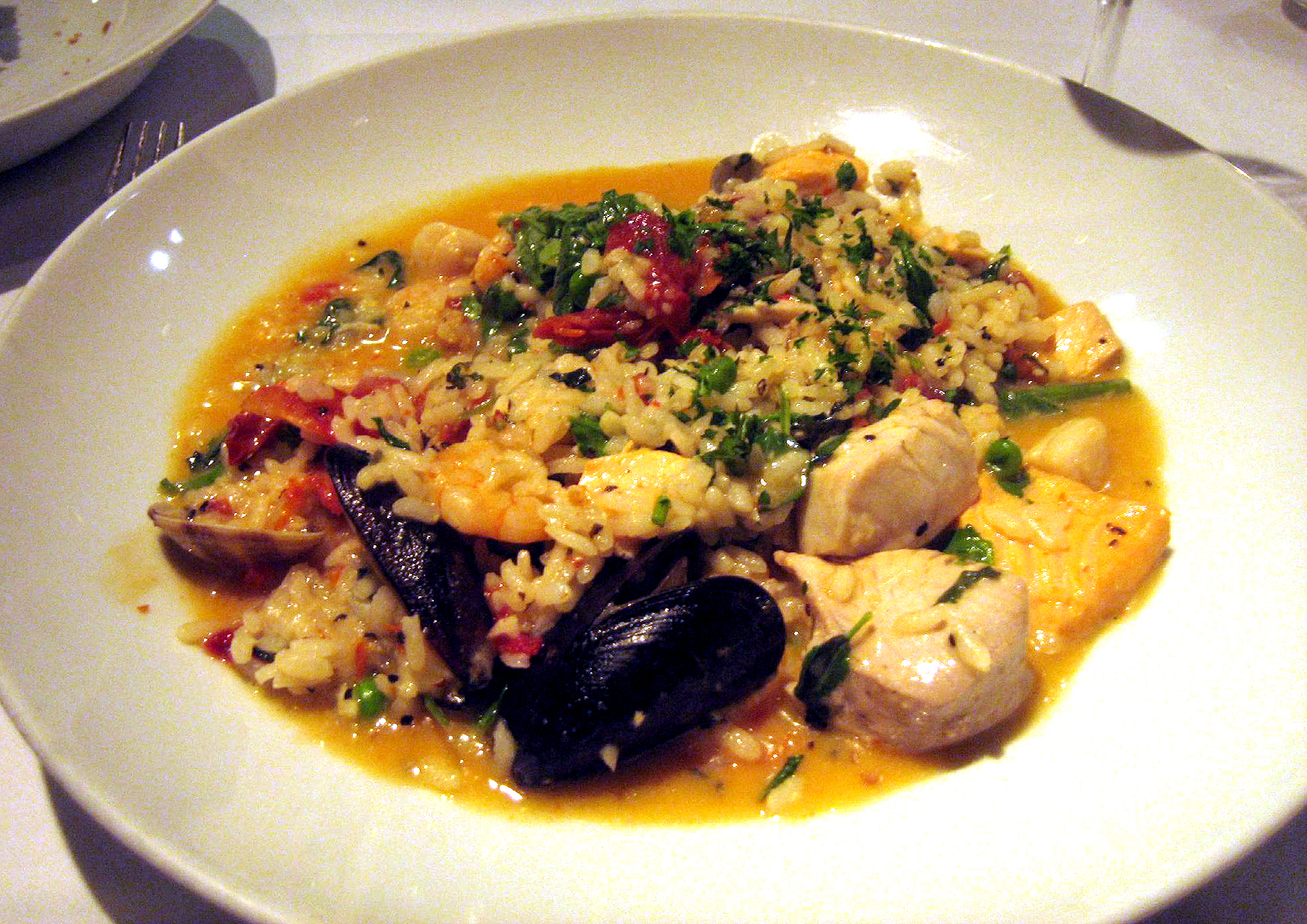
Rizoto s mořskými plody

Dlouhou dobu nebyl tento pojem obecně rozšířen. Teprve až v 90. letech 20. století se koncept rozšířil podobně jako francouzský paradox, se kterým je často zaměňován. Vědeckou práci tehdy publikovala Harvard School of Public Health (Walter Willett, Frank Sacks, Antonia Trichopoulou, manžel Dimitrios Trichopoulos a další). Mezivládní organizace International Olive Oil Council založená OSN ji začala prostřednictvím společností Oldways Preservation a Exchange Trust propagovat (olivový olej). Roku 2010 ji UNESCO zařadilo na reprezentativní seznam nemateriálního kulturního dědictví. Nicméně roku 2013 nezávislá nevládní organizace Cochrane Collaboration svou studií nenalezla jasnou podporu kladného vlivu této stravy na kardiovaskulární onemocnění. Přesto se ale ukazuje, že středomořská strava nevede k přejídání. Poslední dobou se stává populární severská strava, která má mít podobné účinky.

## Středomořská strava a zdraví
Společně s přiměřenou fyzickou aktivitou a omezením dalších rizikových faktorů jako alkohol nebo kouření je správná výživa základem prevence mnoha patologií.[zdroj?] Středomořská strava představující určitý stravovací vzorec typický pro populaci žijící na pobřeží Středozemního moře je pro své pozitivní vlivy na zdraví a kvalitu života v široké míře považována za model zdravé výživy.
Vědecké studie zaměřené na různé populace, mezi nimi především tzv. Seven Countries Study, prokázaly, že stravovací styl středomořského typu pozitivně ovlivňuje zdraví a snižuje úmrtnost z nejrůznějších příčin, zejména pak mortalitu na kardiovaskulární a nádorová onemocnění.[zdroj?] Zároveň snižuje výskyt neurodegenerativních onemocnění, a to včetně Parkinsonovy a Alzheimerovy choroby.[zdroj?] Středomořská strava hraje velmi významnou roli v prevenci metabolického syndromu - onemocnění s vysokým kardiovaskulárním rizikem, které se vyznačuje souborem rizikových faktorů a symptomů vyskytujících se u nemocného současně (obezita, vysoká hladina cholesterolu, vysoký krevní tlak, porucha sacharidové tolerance). Středomořskou stravu doprovází zhruba o polovinu zvýšená flatulence, čímž více zvyšují emise skleníkových plynů jako je methan.